# Jimramovské Pavlovice

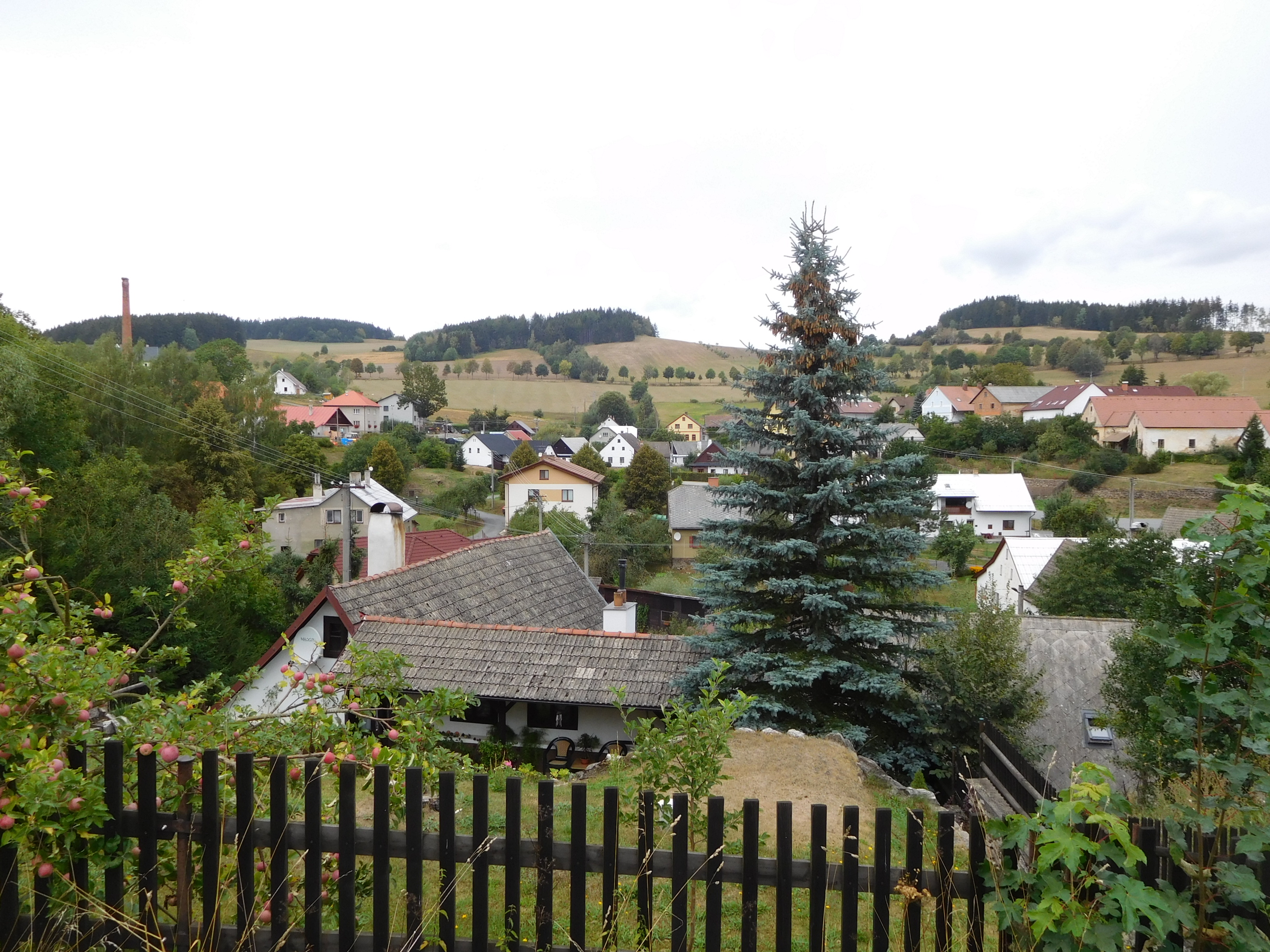
Blick von Süden auf das Dorf

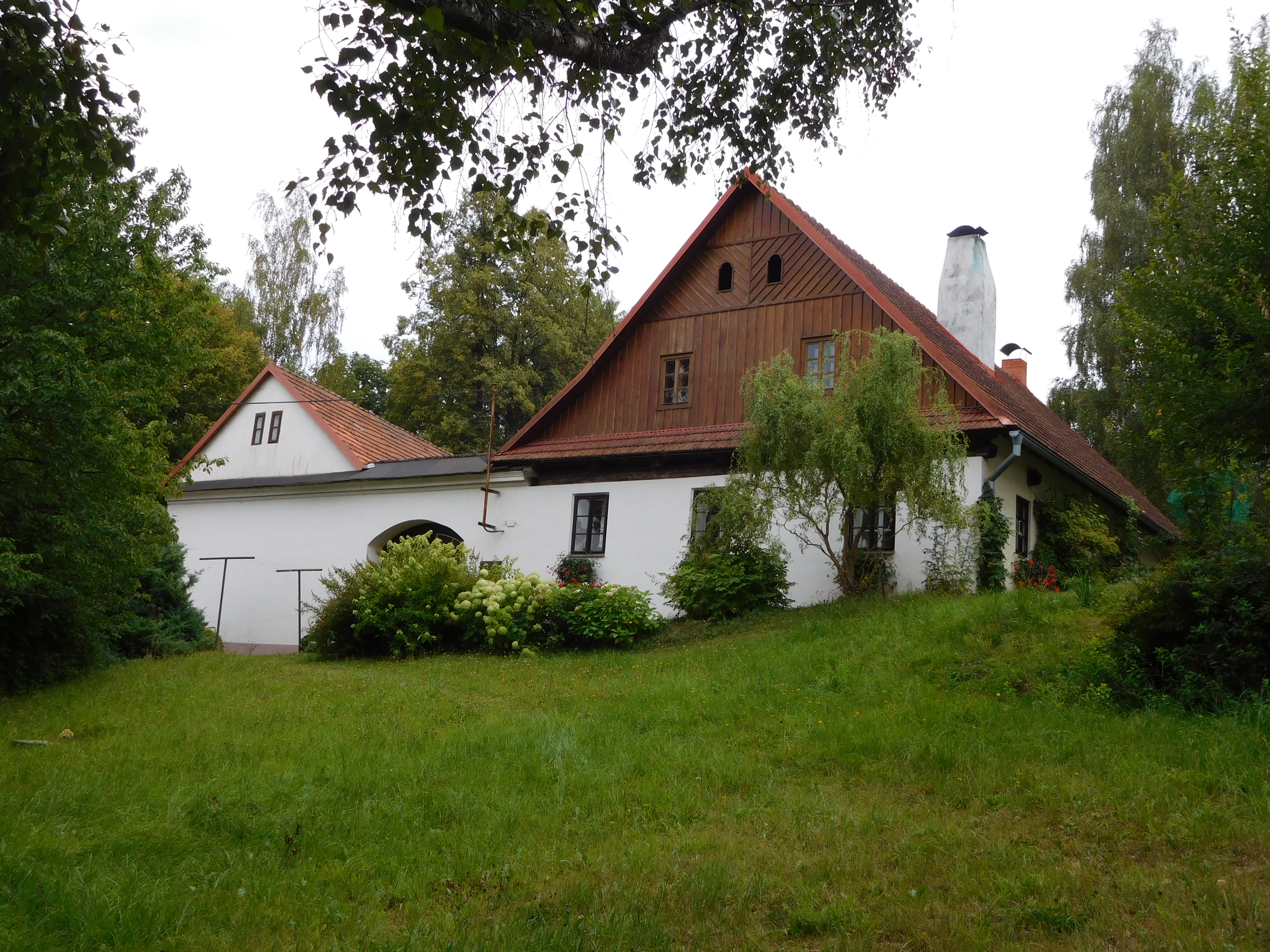
Gehöft Nr. 25

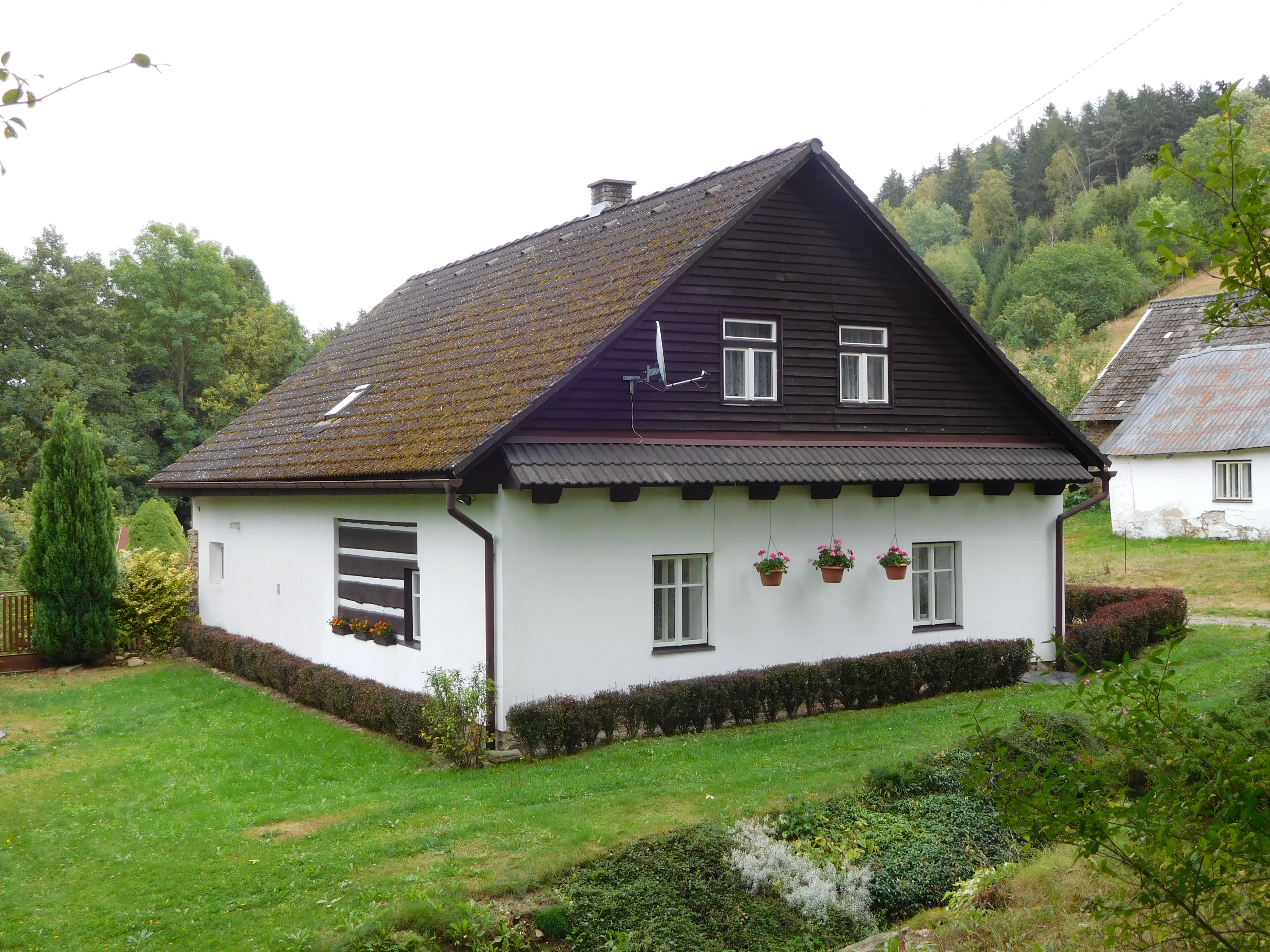
Haus Nr. 42

Jimramovské Pavlovice (deutsch Pawlowitz, 1939–45 Paulowitz bei Ingrowitz) ist ein Ortsteil der Gemeinde Věcov in Tschechien. Er liegt drei Kilometer südwestlich von Jimramov und gehört zum Okres Žďár nad Sázavou.

## Geographie
Das Platzdorf Jimramovské Pavlovice befindet sich im Südosten der Žďárské vrchy (Saarer Berge) im Tal des Baches Věcovský potok. Im Norden erheben sich der V Háji (684 m. n.m.) und der Padělek (625 m. n.m.), östlich der Ve Stráních (605 m. n.m.), im Südosten der Loučný kopec (676 m. n.m.), südlich die Strážnice (678 m. n.m.) und der Vrch (702 m. n.m.), im Südwesten der Kříb (673 m. n.m.) sowie nordwestlich der Píckov (700 m. n.m.). Jimramovské Pavlovice liegt am Rande des Landschaftsschutzgebietes Žďárské vrchy und des Naturparks Svratecká hornatina. Nördlich des Dorfes verläuft die Staatsstraße II/360 zwischen Nové Město na Moravě und Jimramov.
Nachbarorte sind Nový Jimramov im Norden, Jimramov, Benátky, Domky und Trhonice im Nordosten, Ubušín und Strachujov im Osten, Veselí und Dalečín im Südosten, Velké Janovice und Lísek im Süden, Míchov, Spálený Dvůr, Štarkov und Roženecké Paseky im Südwesten, Korábský Mlýn und Věcov im Westen sowie Polsko, Nové Jimramovské Paseky, Rabuňka und Široké Pole im Nordwesten.

## Geschichte
Die erste schriftliche Erwähnung des Dorfes erfolgte im Jahre 1350, als Philipp von Pernstein sieben Anwesen in Pavlovice zusammen mit dem Dorf Daňkovice und einer Hälfte von Bore an Ingram von Pernstein abtrat. Der andere Teil des Dorfes gehörte seit den 1360er Jahren Archleb Stařechovický von Kunstadt und wurde Teil der Herrschaft Skály. 1392 verschrieb Wilhelm von Pernstein seiner Schwester anlässlich deren Heirat mit Johann Dubrawka von Jakobau eine Mitgift auf Pavlovice und fünf weiteren Dörfern. Johann II. von Pernstein überschrieb 1437 seiner Frau Barbara von Waldstein auf Pavlovice und anderen Dörfern eine Morgengabe. Nachdem Jan von Bystřice 1456 die Herrschaft Skály Johann von Pernstein überlassen hatte, traten 1462 auch Sophie, geborene von Kunstadt-Skály, und ihr Mann Jan Tovačovský von Cimburg ihre oberherrlichen Rechte an Skály an Johann von Pernstein ab. Damit wurden beide Anteile von Pavlovice unter der Herrschaft Pernstein vereinigt.
Bei der Teilung der Herrschaft Pernstein kam Pavlovice im Jahre 1500 zum Neustadtl-Ingrowitzer Doppelanteil. Seit 1565 ist der Meierhof nachweislich. Johann V. von Pernstein veräußerte 1588 die Güter Ingrowitz und Dalečín an Paul Katharyn von Katharn. 1603 verkauften dessen minderjährige Söhne Peter und Johann die beiden überschuldeten Güter an den Besitzer der Herrschaft Neustadtl, Wilhelm Dubský von Třebomyslice. Nach der Schlacht am Weißen Berg wurden 1621 sämtliche Güter des Wenzel Dubský von Třebomyslice konfisziert. Das Gut Ingrowitz verkaufte die königliche Kammer 1623 an Stephan Schmidt von Freyhofen auf Kunstadt. Später wurde der Protestant Schmidt Opfer von Intrigen und ging 1631 ins Exil. Im Jahre 1633 erfolgte die Abtrennung der Herrschaft Ingrowitz von Kunstadt; neue Besitzerin wurde die Ehefrau des Feldmarschalls Heinrich Schlik, Anna Maria geborene von Salm-Neuburg, die die Herrschaft Ingrowitz jedoch bereits im Jahr vor der Intabulierung an Georg Březnický von Náchod verkauft hatte. Nachfolgende Besitzer waren ab 1634 Ferdinand Leopold Graf von Náchod, ab 1663 dessen Ehefrau Theresia Franziska geborene von Galasch, ab 1668 deren Neffe Franz Zdenko Kolowrat-Krakovský und ab 1687 der mährische Vizelandschreiber Konrad Ferdinand von Bornstädt, der die Herrschaft 1692 seiner Mutter Anna Sophia, geborene Herrmann, überschrieb. 
Am 23. September 1707 trennte Anna Sophia von Bornstädt das Dorf Pawlowitz mit dem Meierhof von der Herrschaft Ingrowitz ab und verkaufte es für 4000 Rheinische Gulden als landtäfliges Gut ihrem Schwiegersohn, dem Kanzler der mährischen Landeshauptmannschaft, Johann Esaias von Nuebern. Anna Sophias Tochter, Maria Anna, verwitwete von Nuebern, vererbte 1719 die Herrschaft Ingrowitz und das Gut Pawlowitz ihren drei Töchtern Maria Antonia verw. von Osteschau, Maria Sophia Kriegelstein von Sternfeld und Maria Anna Agnes verw. von Nuebern, von denen die letztere den Besitz übernahm und ihn ihrer Nichte Maria Antonia von Walldorf, geborene von Freienfels, vererbte. Am 30. November 1743 überließ Maria Antonia das Gut Pawlowitz für 2000 Rheinische Gulden, ihrem Ehemann, dem Brünner Kreishauptmann Franz August von Walldorf, der sie 1754 zu seiner Erbin ernannte. Das älteste Ortssiegel stammt von 1750, im Wappen führte die Gemeinde eine Büste des hl. Paulus. Im Jahre 1778 hinterließ Maria Antonia von Walldorf die Herrschaft Ingrowitz ihrer Nichte Theodora von Freienfels, die ihren Mann Anton von Belcredi in Gütergemeinschaft aufnahm. Das Gut Pawlowitz war zu dieser Zeit bereits wieder mit der Herrschaft Ingrowitz vereinigt. Die Mühle wurde 1804 um eine Brettsäge erweitert. Im Jahre 1834 ließ Eduard Graf Belcredi den Meierhof von Grund auf neu errichten; am 22. Dezember 1835 brannte der Hof einschließlich der Scheunen nieder. 1838 erbte Egbert Graf Belcredi die Herrschaft.
Im Jahre 1840 bestand das im Iglauer Kreis an der Handelsstraße von Ingrowitz nach Rožinka gelegene Dorf Pawlowitz bzw. Pawlowice aus 44 Häusern mit 335 tschechischsprachigen Einwohnern, davon 209 Helveten. Im Ort gab es einen herrschaftlichen Meierhof, eine Branntweinbrennerei, ein Schankhaus sowie eine zweigängige Dominikalmühle mit Brettsäge. Pfarr-, Schul- und Amtsort war Ingrowitz. Bis zur Mitte des 19. Jahrhunderts blieb Pawlowitz der Allodialherrschaft Ingrowitz untertänig.
Nach der Aufhebung der Patrimonialherrschaften bildete Pavlovice / Pawlowitz ab 1850 eine Gemeinde im Gerichtsbezirk Neustadtl in Mähren. Ab 1868 gehörte das Dorf zum Bezirk Neustadtl in Mähren. 1869 hatte Pavlovice 305 Einwohner und bestand aus 52 Häusern. Seit den 1870er Jahren wurde Pavlovice u Jimramova als amtlicher Ortsname verwendet; der heutige Name Jimramovské Pavlovice ist seit dem Ende des 19. Jahrhunderts gebräuchlich. Im Jahre 1900 lebten in Jimramovské Pavlovice 262 Personen, 1910 waren es 269. Nach dem Ersten Weltkrieg zerfiel der Vielvölkerstaat Österreich-Ungarn, das Dorf wurde 1918 Teil der neu gebildeten Tschechoslowakischen Republik. Beim Zensus von 1921 lebten in den 46 Häusern von Jimramovské Pavlovice 274 Tschechen. Die Freiwillige Feuerwehr wurde 1921 gegründet. Im Jahre 1930 bestand das Dorf wiederum aus 46 Häusern und hatte 259 Einwohner. Von 1939 bis 1945 gehörte Jimramovské Pavlovice / Paulowitz bei Ingrowitz zum Protektorat Böhmen und Mähren. 1949 wurde das Dorf in den Okres Polička umgegliedert. 1950 lebten nur noch 179 Personen in Jimramovské Pavlovice. Im Zuge der Gebietsreform von 1960 erfolgte die Aufhebung des Okres Polička; Jimramovské Pavlovice wurde dabei dem Okres Žďár nad Sázavou zugeordnet. 1964 wurde das Dorf nach Věcov eingemeindet. Beim Zensus von 2001 lebten in den 45 Wohnhäusern von Jimramovské Pavlovice 96 Personen. Ende 2020 hatte das Dorf 98 Einwohner.

## Ortsgliederung
Der Ortsteil Jimramovské Pavlovice bildet einen Katastralbezirk.

## Sehenswürdigkeiten
- Mehrere gemauerte Vierseithöfe
- Gezimmerte Chaluppen
- Ehemaliger Meierhof am westlichen Ortsrand, die vierflügelige quadratische Anlage wird heute von der Gemeinde für gemeinnützige Zwecke genutzt.
- Steinernes Kreuz aus dem Jahre 1856 unter einer mächtigen Linde an der Straße nach Jimramov
- Gedenkstein für die Gefallenen des Ersten Weltkrieges
- Sommerlinde an der ehemaligen Brennerei. Der geschützte Baum mit einem Stammumfang von 6,4 m und einer Höhe von 24 m hat ein Alter von ca. 330 Jahren.